# 布怒豆怒神
布怒豆怒神（フノヅノ、現代仮名遣い：フノズノ）は、日本神話に登場する神。

## 概要
『古事記』では布怒豆怒神、粟鹿神社の書物『粟鹿大明神元記』では布努都弥美（フノツミミ）と表記される。
名義は、備後国三次郡の地名「布努郷」と関連づける説や、「フノ」を「クナ」（曲）の音転、「ヅノ」を葛（つた）の意とみて、「くねくねと這う葛」の類で、水にさらして衣類の繊維をとる材料に基づく命名とみる説、「ヌノヅナ」（布綱）からきた「ヌノヅノ」が誤写されて神名として定着したものが『古事記』に受け継がれたものと考えて、布製の綱の神格化とする説がある。

## 系譜

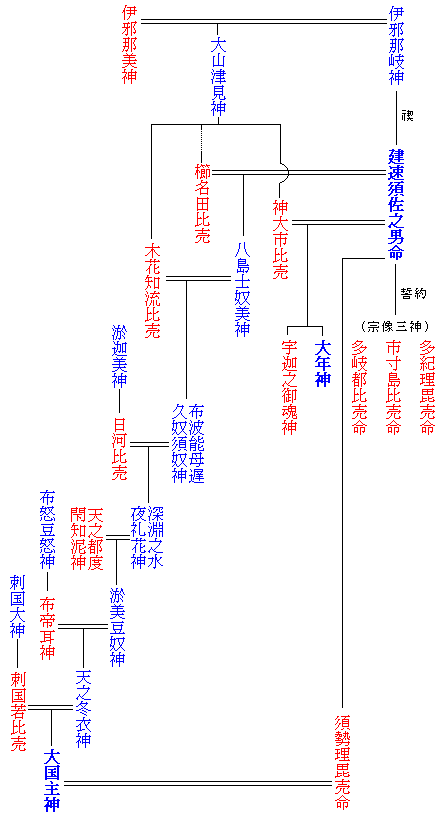
須佐之男命から大国主神までの系図（『古事記』による）。青は男神、赤は女神

布帝耳神の親で、娘と淤美豆奴神との間に天之冬衣神が生まれた。

## 祀る神社
- 知波夜比売神社（広島県三次市布野町下布野）